# Новенское сельское поселение
Но́венское се́льское поселе́ние — муниципальное образование в Ивнянском районе Белгородской области.
Административный центр — село Новенькое.

## История
Новенское сельское поселение образовано 20 декабря 2004 года в соответствии с Законом Белгородской области № 159.

## Население
| 2010  | 2011  | 2012  | 2013  | 2014  | 2015  | 2016  | 2017  | 2018  |
| ----- | ----- | ----- | ----- | ----- | ----- | ----- | ----- | ----- |
| 1855  | ↘1850 | ↘1846 | ↘1794 | ↘1768 | ↘1751 | ↗1755 | ↗1756 | ↘1730 |
| 2019  | 2020  | 2021  |       |       |       |       |       |       |
| ↘1690 | ↘1670 | ↘1646 |       |       |       |       |       |       |

## Состав сельского поселения
| № | Населённый пункт | Тип населённого пункта       | Население |
| - | ---------------- | ---------------------------- | --------- |
| 1 | Новенькое        | село, административный центр | ↘1720     |
| 2 | Новый Посёлок    | село                         | ↘135      |